# 가고시마시

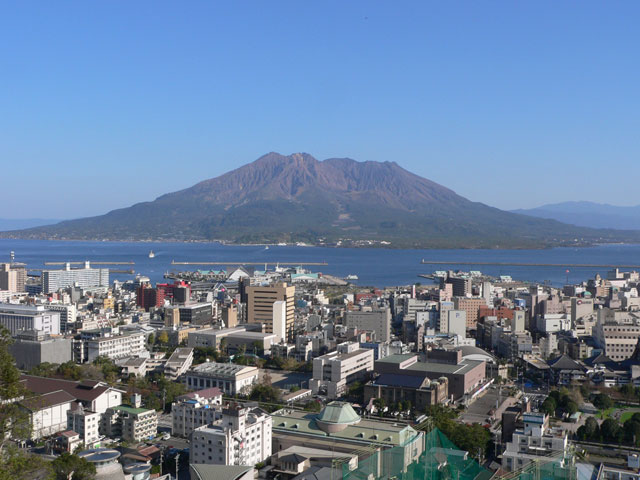
가고시마 시가지와 사쿠라지마섬

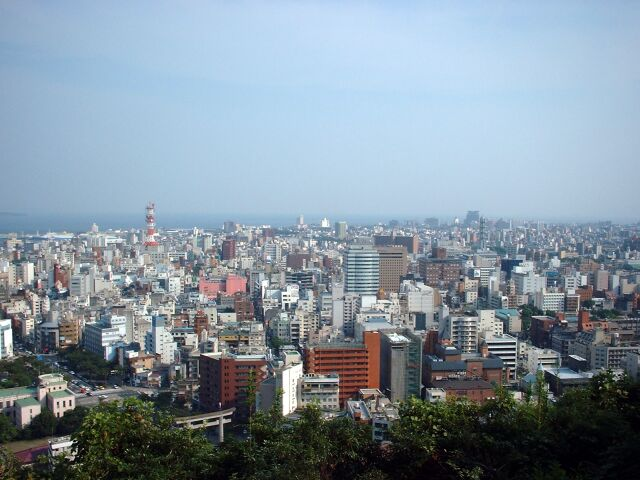
시로야마초에서 바라본 시가지 전경

가고시마시(일본어: 鹿児島市)는 일본 규슈 남부 가고시마현에 있는 시로, 가고시마현의 현청 소재지이자 최대 도시이다. 해당 지역의 유일한 중핵시이다. 2024년 7월 31일 기준으로 285,992가구에 583,966명이 사는 중견 규모의 도시로, 면적은 547.61km2에 인구밀도는 km2당 1100명이다.
히오키시·아이라시·미나미큐슈시·다루미즈시 등과 접하며 근해에 있는 사쿠라지마섬과 신지마섬 등을 비롯한 도서 지역도 관할한다. 앞바다의 사쿠라지마섬에는 일 년 내내 분화하는 화산인 온타케산(御岳)이 있다. 역사적으로는 시마즈씨의 본원인 동시에 메이지 유신을 주도하고 근대 일본을 구축한 당대의 정치인 및 관료 거물들의 고향으로 알려져 있으며, 농업·축산업·공예업·관광업 등 산업이 활발하며 특히 전통 제조법을 보존한 컷 글래스 유리공예인 사쓰마기리코가 유명하다.

## 지리
규슈 남단에 위치하고, 후쿠오카시에서 남쪽으로 280km, 구마모토시에서 남쪽으로 150km 떨어진 곳에 있다. 가고시마현의 사쓰마반도 북동부 및 사쿠라지마섬 전체를 관할한다. 가고시마만을 바라보는 사쿠라지마섬 등에 연간 약 900만 명의 관광객이 방문하는 관광 도시이기도 하다.
평야부 대부분을 상업 지구, 주택 지구, 공업 지구가 차지하고 있고 경작지는 거의 없다. 도심과 가까운 경사지나 산간부도 주택지로 개발되어 주택 단지와 뉴타운이 많다. 그러나 도시의 발전 수준에 비해 도로의 정비 수준이 이를 따라가지 못해 아침저녁으로 어느 도로에서든 정체가 심하다. 특히 다니야마 지구나 요시노카타 방면에서 오는 출퇴근 정체는 만성적이라 가고시마시의 큰 과제가 되고 있다.
도시 중심부에서 바다 건너 직선거리 약 4km에 위치한 사쿠라지마섬은 1980~90년대에 비하면 꽤 잠잠해졌지만 2000년대 이후에도 아직 활발한 화산 활동을 계속하고 있어 시 중심부에도 자주 화산재가 내린다. 활화산과 이 정도로 가까운 곳에 이만큼의 인구 규모를 가지는 도시는 세계적으로도 드물다. 현재도 가끔씩 폭발을 할 때가 있다.

### 기후
온난하고 비가 많은 태평양측 기후를 나타낸다. 연평균 기온은 18℃ 전후로 폭염은 연간 80일 전후, 여름은 연간 160일 전후인 데 비해 한파는 연간 며칠 정도에 불과하다. 시가지에 한파가 찾아오는 날은 거의 없지만 교외 구릉지와 산간부에서는 새벽녘에 영하의 기온을 보이는 날도 적지 않다. 또 주위 세 방면이 험한 고개로 둘러싸여 있기 때문에 겨울에는 매년 몇 차례의 강설도 있다. 연 강수량은 대체로 2,000~2,700mm 전후이고 태풍의 직격을 받는 날도 많다. 연 일조시간은 2,000시간 전후이다.
| 가고시마시의 기후                                            | 가고시마시의 기후 | 가고시마시의 기후 | 가고시마시의 기후 | 가고시마시의 기후 | 가고시마시의 기후 | 가고시마시의 기후 | 가고시마시의 기후 | 가고시마시의 기후 | 가고시마시의 기후 | 가고시마시의 기후 | 가고시마시의 기후 | 가고시마시의 기후 | 가고시마시의 기후 |
| 월                                                           | 1월               | 2월               | 3월               | 4월               | 5월               | 6월               | 7월               | 8월               | 9월               | 10월              | 11월              | 12월              | 연간              |
| ------------------------------------------------------------ | ----------------- | ----------------- | ----------------- | ----------------- | ----------------- | ----------------- | ----------------- | ----------------- | ----------------- | ----------------- | ----------------- | ----------------- | ----------------- |
| 역대 최고 기온 °C (°F)                                       | 23.9 (75.0)       | 24.1 (75.4)       | 27.6 (81.7)       | 30.2 (86.4)       | 31.7 (89.1)       | 34.5 (94.1)       | 36.6 (97.9)       | 37.4 (99.3)       | 35.7 (96.3)       | 33.5 (92.3)       | 29.5 (85.1)       | 24.7 (76.5)       | 37.4 (99.3)       |
| 일평균 최고 기온 °C (°F)                                     | 13.1 (55.6)       | 14.6 (58.3)       | 17.5 (63.5)       | 21.8 (71.2)       | 25.5 (77.9)       | 27.5 (81.5)       | 31.9 (89.4)       | 32.7 (90.9)       | 30.2 (86.4)       | 25.8 (78.4)       | 20.6 (69.1)       | 15.3 (59.5)       | 23.1 (73.6)       |
| 일일 평균 기온 °C (°F)                                       | 8.7 (47.7)        | 9.9 (49.8)        | 12.8 (55.0)       | 17.1 (62.8)       | 21.0 (69.8)       | 24.0 (75.2)       | 28.1 (82.6)       | 28.8 (83.8)       | 26.3 (79.3)       | 21.6 (70.9)       | 16.2 (61.2)       | 10.9 (51.6)       | 18.8 (65.8)       |
| 일평균 최저 기온 °C (°F)                                     | 4.9 (40.8)        | 5.8 (42.4)        | 8.7 (47.7)        | 12.9 (55.2)       | 17.3 (63.1)       | 21.3 (70.3)       | 25.3 (77.5)       | 26.0 (78.8)       | 23.2 (73.8)       | 18.0 (64.4)       | 12.2 (54.0)       | 6.9 (44.4)        | 15.2 (59.4)       |
| 역대 최저 기온 °C (°F)                                       | −5.7 (21.7)       | −6.7 (19.9)       | −3.9 (25.0)       | −1.0 (30.2)       | 3.9 (39.0)        | 9.0 (48.2)        | 15.9 (60.6)       | 16.5 (61.7)       | 9.3 (48.7)        | 2.6 (36.7)        | −1.5 (29.3)       | −5.5 (22.1)       | −6.7 (19.9)       |
| 평균 강수량 mm (인치)                                        | 78.3 (3.08)       | 112.7 (4.44)      | 161.0 (6.34)      | 194.9 (7.67)      | 205.2 (8.08)      | 570.0 (22.44)     | 365.1 (14.37)     | 224.3 (8.83)      | 222.9 (8.78)      | 104.6 (4.12)      | 102.5 (4.04)      | 93.2 (3.67)       | 2,434.7 (95.85)   |
| 평균 강설량 cm (인치)                                        | 1 (0.4)           | 0 (0)             | 0 (0)             | 0 (0)             | 0 (0)             | 0 (0)             | 0 (0)             | 0 (0)             | 0 (0)             | 0 (0)             | 0 (0)             | 1 (0.4)           | 2 (0.8)           |
| 평균 강수일수 (≥ 0.5 mm)                                     | 10.2              | 10.2              | 13.2              | 11.1              | 10.7              | 16.9              | 12.8              | 12.2              | 11.3              | 8.0               | 8.9               | 9.9               | 135.4             |
| 평균 강설일수                                                | 2.1               | 1.6               | 0.4               | 0.0               | 0.0               | 0.0               | 0.0               | 0.0               | 0.0               | 0.0               | 0.0               | 0.8               | 4.9               |
| 평균 상대 습도 (%)                                           | 66                | 65                | 66                | 68                | 71                | 78                | 76                | 74                | 72                | 67                | 68                | 67                | 70                |
| 평균 월간 일조시간                                           | 132.6             | 139.3             | 163.2             | 175.6             | 178.2             | 109.3             | 185.5             | 206.9             | 176.4             | 184.0             | 157.7             | 143.2             | 1,942.1           |
| 출처: 일본 기상청 (평년값: 1991년~2020년, 극값: 1883년~현재) |                   |                   |                   |                   |                   |                   |                   |                   |                   |                   |                   |                   |                   |

### 인접한 자치체
- 북쪽: 사쓰마센다이시, 아이라시
- 동쪽: 다루미즈시
- 서쪽: 히오키시
- 남쪽: 이부스키시, 미나미사쓰마시, 미나미큐슈시

## 인구
| 연도 | 인구    | ±%     |
| ---- | ------- | ------ |
| 1960 | 383,418 | —      |
| 1965 | 415,439 | +8.4%  |
| 1970 | 444,165 | +6.9%  |
| 1975 | 496,802 | +11.9% |
| 1980 | 547,756 | +10.3% |

| 연도 | 인구    | ±%    |
| ---- | ------- | ----- |
| 1985 | 574,672 | +4.9% |
| 1990 | 582,252 | +1.3% |
| 1995 | 594,430 | +2.1% |
| 2000 | 601,693 | +1.2% |
| 2005 | 604,367 | +0.4% |

| 연도 | 인구    | ±%    |
| ---- | ------- | ----- |
| 2010 | 605,940 | +0.3% |
| 2015 | 599,814 | −1.0% |
| 2020 | 593,128 | −1.1% |

## 역사

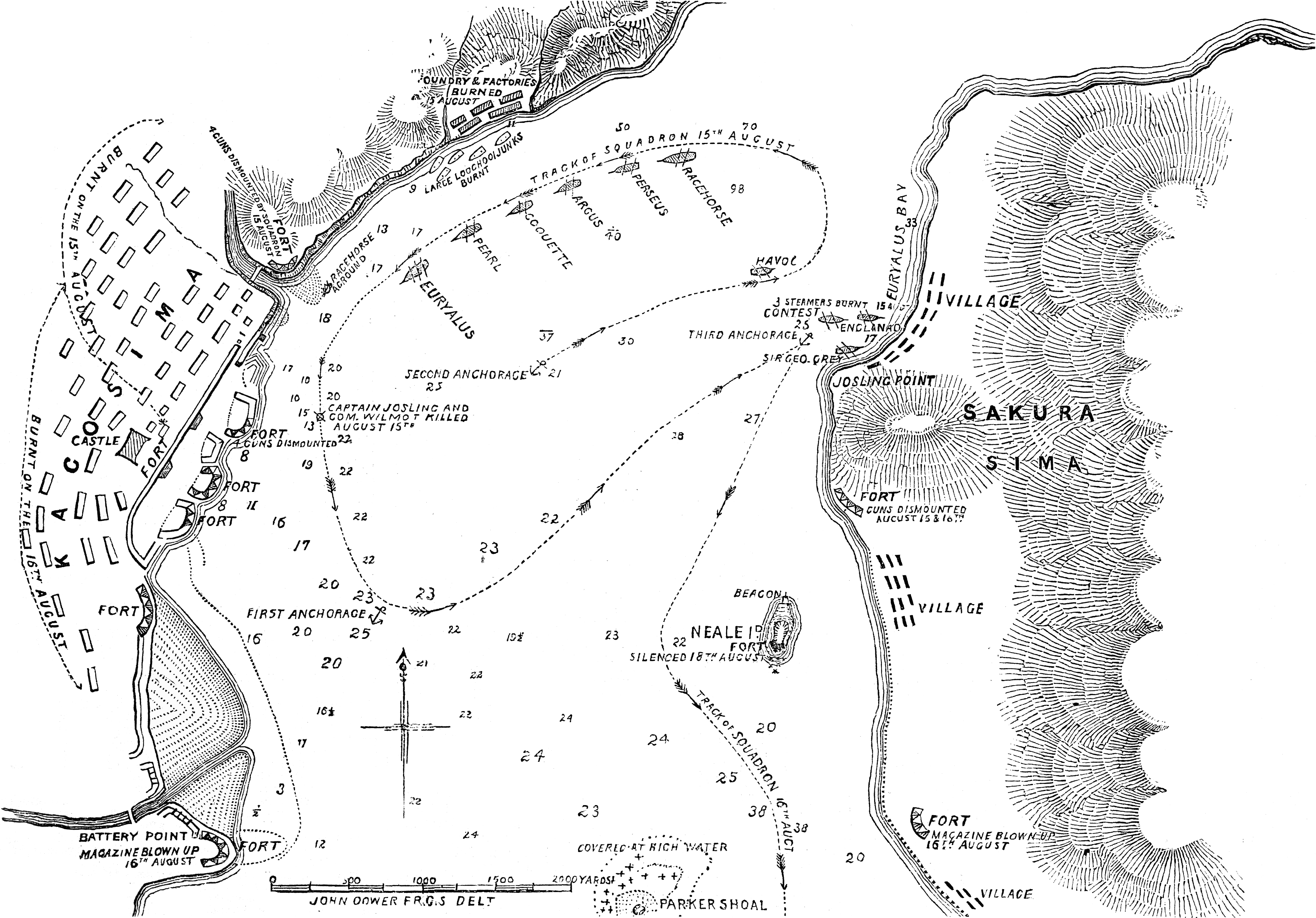
사쓰에이 전쟁 때의 가고시마 지도

도시로서의 가고시마의 시작은 시마즈씨 6대 당주 시마즈 우지히사가 도후쿠지성(가고시마시 시미즈정)을 거성으로 했을 때(1340년경)로 보인다. 1549년에는 프란치스코 하비에르가 현재의 가고시마시에 해당하는 장소(기온노스정)에 상륙해 일본 최초의 기독교 전래지가 되었다.
19세기 중순에는 유럽의 기계 문명을 도입한 연구가 진행되었고 28대 당주 시마즈 나리아키라 하에서 집성관(현 쇼코 집성관) 사업으로 반사로와 용광로가 만들어져 일본 근대 공업화의 발상지가 되었고 메이지 유신 때의 정치인, 관료, 군인 등 수많은 인물을 배출해 근대 일본 건설의 주춧돌이 되었다. 중심 시가지는 사쓰에이 전쟁에 의한 포격, 세이난 전쟁에 의한 전화, 제2차 세계 대전의 공습으로 괴멸적 피해를 입었기 때문에 과거 조카마치(성시) 당시의 모습은 대부분 남아 있지 않다.

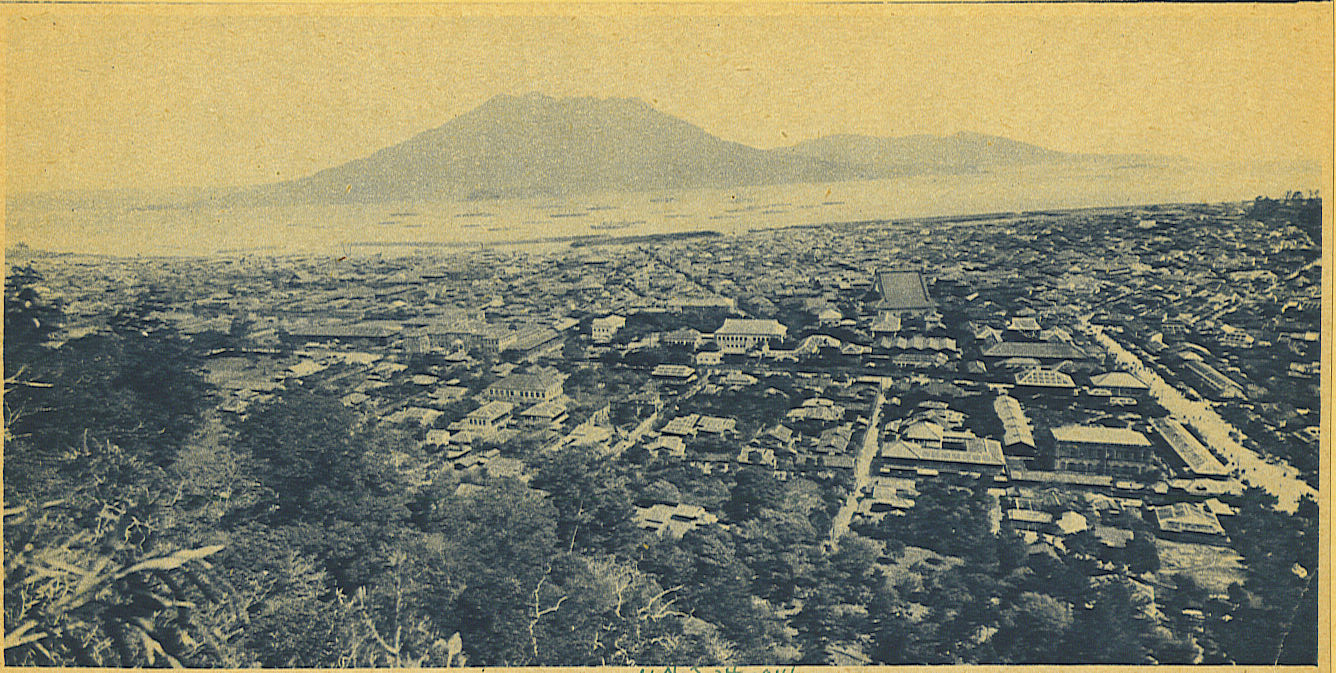
사쿠라지마의 분화로 화산재에 덮인 가고시마시

1871년 8월 29일에 단행된 폐번치현으로 새로 생겨난 가고시마현의 현청 소재지가 되었다. 1889년에 가고시마시가 성립하였고 1901년 6월 10일에 가고시마 본선이 개통하였다. 1914년 1월 12일에 사쿠라지마섬이 대분화하고 동시에 진도 7의 지진이 발생해 58명이 사망하였다.
1945년 6월 17일에는 가고시마 대공습으로 약 2,300명이 사망하였다. 1967년 4월 29일에 시 남쪽으로 인접하는 다니야마시와 합병해 새로운 가고시마시가 성립하였고 1980년 7월 10일에는 인구가 50만 명을 돌파하였다. 1996년 4월 1일에 제1기 중핵시로 지정되었고 2004년 11월 1일에는 가고시마군 요시다정·사쿠라지마정, 히오키군 마쓰모토정·고리야마정, 이부스키군 기레정을 편입하여 인구가 60만 명을 돌파하였다.

## 교육
- 가고시마 대학

## 교통

### 공항
- 가고시마 공항 - 인근 기리시마시에 있고 가고시마 중앙역에서 버스로 1시간 정도 걸린다.

### 철도
중심역: 가고시마 중앙역
- 규슈 여객철도(JR 규슈)
  - 규슈 신칸센
    - 가고시마 중앙역

  - 가고시마 본선
    - 사쓰마마쓰모토역 - 가미이주인역 - 가고시마 중앙역 - 가고시마역

  - 닛포 본선
    - 가고시마역 - 류가미즈역

  - 이부스키마쿠라자키선
    - 가고시마 중앙역 - 고리모토역 - 미나미카고시마역 - 우스키역 - 다니야마역 - 지간지역 - 사카노우에역 - 고이노역 - 히라카와역 - 세세쿠시역 - 나카묘역 - 기이레역 - 마에노하마역 - 누쿠미역

### 도로
- 규슈 자동차도
- 국도 제3호선
- 국도 제10호선
- 국도 제58호선
- 국도 제224호선
- 국도 제225호선
- 국도 제226호선
- 국도 제328호선

### 선박
- 가고시마~사쿠라지마섬 페리(24시간 상시 운항)

## 자매 결연 도시
- 일본 기후현 오가키시(1963년)
- 일본 야마가타현 쓰루오카시(1969년 11월 7일)
- 이탈리아 캄파니아주 나폴리(1960년 5월 3일)
- 오스트레일리아 웨스턴오스트레일리아주 퍼스(1974년 4월 23일)
- 미국 플로리다주 마이애미(1990년 11월 1일)
- 중국 후난성 창사시(1982년 10월 30일)